# Święcica (Białoruś)
Święcica (biał. Свяціца, Świacica; ros. Святица, Światica) – wieś na Białorusi, w obwodzie brzeskim, w rejonie lachowickim, w sielsowiecie Krzywoszyn.

## Warunki naturalne
Święcica leży wśród dużego kompleksu leśnego i terenów podmokłych. W pobliżu położone są jedno z największych jezior na Białorusi – Jezioro Wygonowskie (dawniej nazywane Jeziorem Święcickim) oraz Wygonowski Rezerwat Krajobrazowy i rezerwat przyrody Puszcza Święcicka.

## Historia
W Rzeczypospolitej Obojga Narodów leżała w województwie brzeskolitewskim, w powiecie pińskim. W 1586 została nadana jezuitom nieświeskim przez Mikołaja Krzysztofa Radziwiłła Sierotkę. Po kasacie zakonu, w 1775 dobra te przypadły Potockim. Odpadła od Polski w wyniku II rozbioru.
W XIX i w początkach XX w. położona była w Rosji, w guberni mińskiej, w powiecie pińskim, w gminie Chotynicze.
W dwudziestoleciu międzywojennym leżała w Polsce, w województwie poleskim, w powiecie łuninieckim, w gminie Chotynicze. W 1921 miejscowość liczyła 626 mieszkańców, zamieszkałych w 103 budynkach, w tym 510 Polaków i 116 Białorusinów. 622 mieszkańców było wyznania prawosławnego i 4 mojżeszowego.
W marcu 1943 Niemcy spacyfikowali wieś, paląc wszystkie 200 budynków i mordując 106 mieszkańców.
Po II wojnie światowej w granicach Związku Sowieckiego. Od 1991 w niepodległej Białorusi.